# Savukoski
Savukoski – gmina w Finlandii, położona w północnej części kraju, należąca do regionu Laponia, podregionu Itä-Lapi.